# Båstads gamla station
Båstads gamla station (under en kort tid även benämnd Båstad Södra station) är en före detta järnvägsstation i Båstad i Skåne län. Stationen är belägen vid Västkustbanans gamla sträckning över Hallandsås mellan Förslöv och Petersberg. Stationen lades ned i samband med att den nya järnvägssträckningen genom Hallandsåstunneln öppnades december 2015.

## Historia
Stationshuset byggdes år 1884 vid den då nybyggda enskilda järnvägslinjen Skåne–Hallands Järnväg. Banan öppnades för trafik den 7 januari 1885 och invigdes den 9 maj 1885. Järnvägen och stationshuset övertogs av Statens järnvägar den 1 januari 1896.
Stationen byggdes på nordsidan av Hallandsåsen, 29 meter över havet, intill samhället Malen ett par kilometer utanför de centrala delarna av Båstad. Bangården ligger till en del i landskapet Skåne och en del i Halland. Placeringen var lantlig. Bebyggelsen i Båstads och Malens samhällen hade ännu inte fått den utsträckning som den senare fick. Stationens placering valdes med hänsyn till den fortsatta linjedragningen genom Sinarpsdalen söderut över Hallandsåsen. Om järnvägsstationen skulle placeras närmare Båstad skulle det föra med sig en lång omväg. 
Stationshuset har byggts om flera gånger, bland annat år 1899 och 1936. En öppen sommarväntsal, en loggia, byggdes 1935. År 1934 gjordes en större ombyggnad av bangården, som breddades samtidigt som den 290 meter långa plattformen asfalterades. På stationsområdet har det funnits dressinstall, snickarbod, personalrum, oljekällare och vattentorn som användes för att fylla vatten i ånglok. Det fanns även ett utrymme som var tänkt som förstaklassväntsal, och avsett att användas när kung Gustaf V besökte Båstad för att spela tennis.
Stationen användes både för passagerartrafik och godstransporter till och från industrierna i området. År 1937 kom det till exempel 170 vagnar stenkol till godsbangården. Det som användes till ugnarna vid bolaget Båstads kalkindustri AB. Samma år transporterades 700 vagnar kalk från Båstad. Andra varor som hanterades vid stationen var stora mängder frukt samt nejlikor.
Antalet anställda varierade över åren. År 1938 var tio personer anställda, plus fem man som extrapersonal på sommaren. Båstads station var bemannad fram till 1992.

## Ny station
Vid trafikstarten genom Hallandsåstunneln den 13 december 2015 öppnades en ny station strax norr om tunnelmynningen i området Åstad intill Hemmeslövs gård i den östra delen av Båstads kommun.

## Nedläggning
Sista persontåget som gick över Hallandsås var ett Öresundståg som den 5 november 2015 avgick kl 00:36 från den gamla stationen mot Halmstad. Därefter stängdes tågtrafiken över Hallandsås av för gott på Västkustbanan. 
Under perioden 5 november 2015 - 13 december 2015 ersattes all persontrafik på Västkustbanan med buss på sträckan Ängelholm - Laholm  i samband med inkopplingen av Hallandsåstunneln. Ersättningstrafiken med buss kördes via Båstads Södra station fram till 13 december 2015, då Hallandsåstunneln öppnade för trafikstart. I samband med det så upphörde också den ordinarie busstrafiken (som körs av Skånetrafiken) att trafikera stationen, då linje 525 fick omlagd körväg och Linje 527 lades ned.

### Tågen som passerade i oktober 2015
| Linje            | Sträcka                                | Stannade vid Båstad Södra Station |
| ---------------- | -------------------------------------- | --------------------------------- |
| Öresundståg      | Göteborg-Köpenhamn                     | Ja                                |
| X 2000 / SJ 3000 | Göteborg - Malmö (Köpenhamn sommartid) | Nej                               |

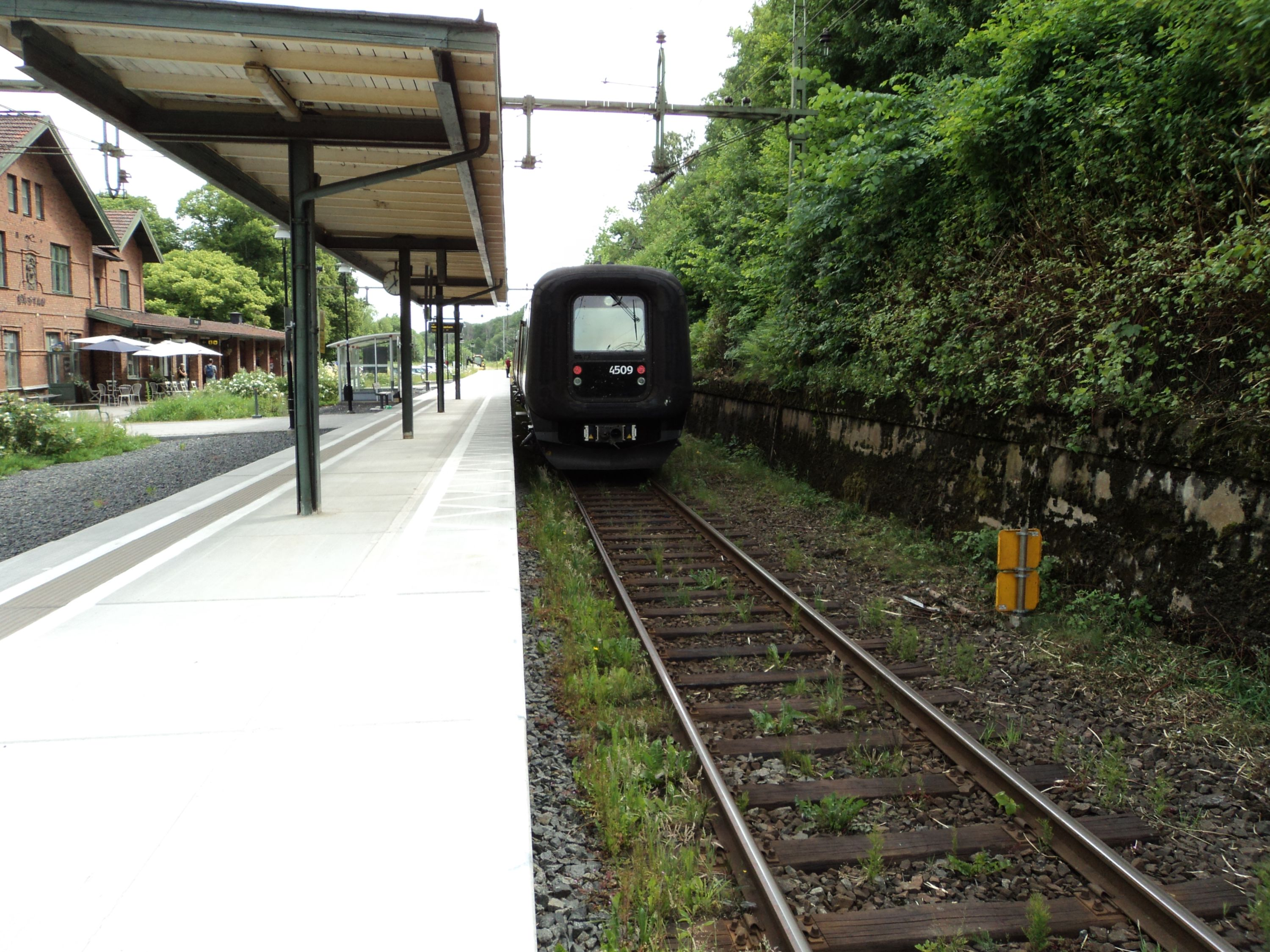
Bild på ett Öresundståg av typen X31 som gör uppehåll vid Båstads Södra station sommaren 2010.
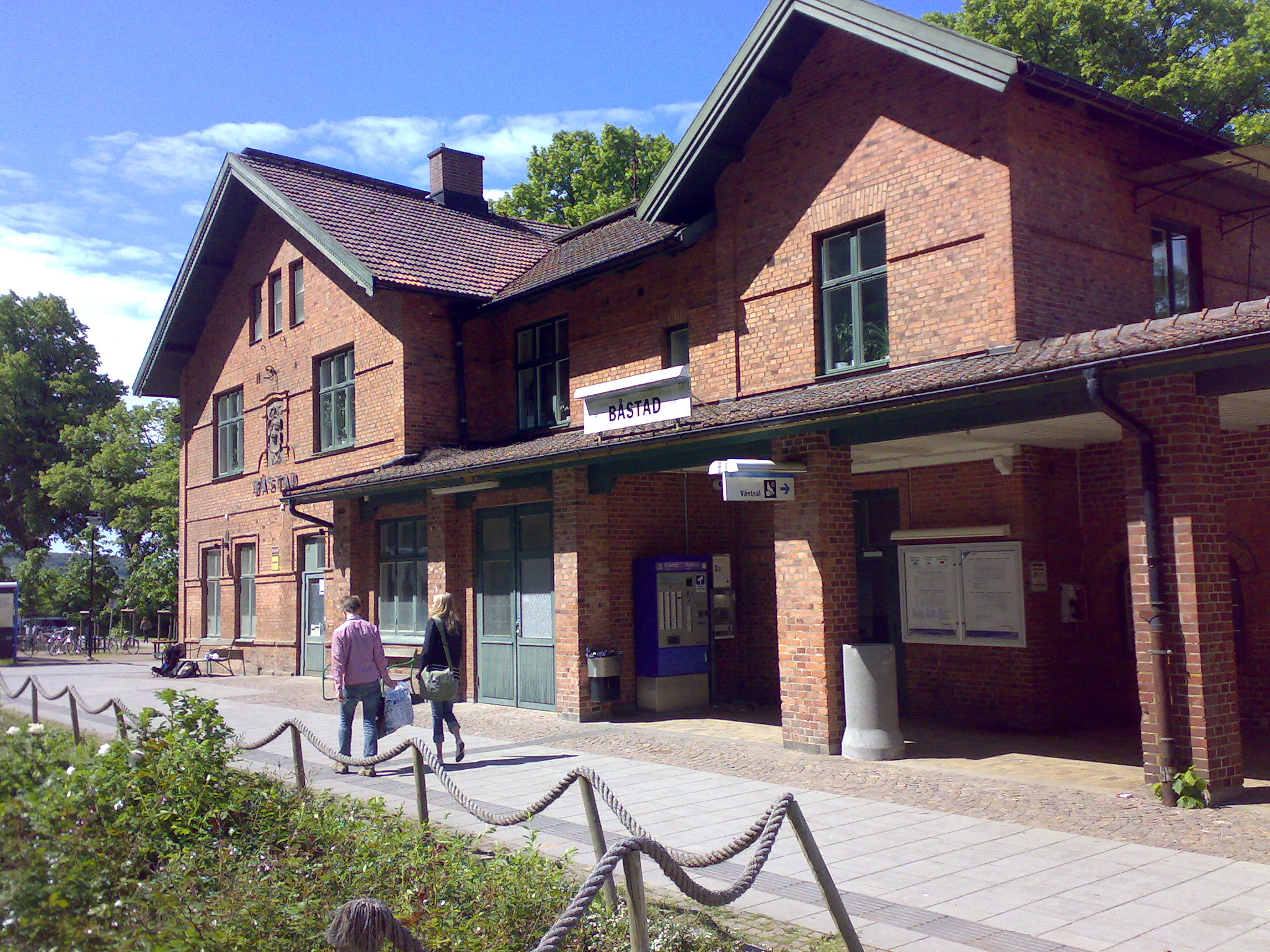
Bild på stationshuset vid Båstads Södra station den 6 juni 2007